# حفرة جناحية
الحفرة الجناحية هي حفرة تتكون نتيجة تشعب الصفيحة الوحشية للناتئ الجناحي والصفيحة الإنسية للناتئ الجناحي للعظم الوتدي.

## التركيب
الصفيحتين الوحشية والإنسية للنانئ الجناحي في العظم الوتدي للتشعب من الخلف وتنغلق لتكون حفرة على شكل الحرف (V)، وهي الحفرة الجناحية. تتجه الحفرة نحو الخلف وتحتوي على العضلة الجناحية الإنسية والعضلة الموترة للحفاف.